# Amsterdam University Press
Amsterdam University Press (AUP) is een Nederlandse uitgeverij die in 1992 werd opgericht door de Universiteit van Amsterdam. De uitgeverij richt zich op non-fictieboeken en wetenschappelijke tijdschriften. De uitgaven van AUP verschijnen zowel in druk als in e-book.
In 2012 werd de toenmalige directeur vanwege tegenvallende jaarcijfers ontslagen door de rector van de UvA, nadat de uitgeverij al ruim vier jaar in financiële moeilijkheden verkeerde.
De uitgeverij heeft anno 2014 een fondslijst van meer dan 1600 titels en publiceert jaarlijks zo'n 80 nieuwe wetenschappelijke monografieën en 15 wetenschappelijke tijdschriften. 
Per 1 januari 2019 kwam de Uitgeverij Amsterdam University Press in nieuwe handen. Na herstructurering van UvA Ventures moest de uitgeverij zelfstandig verder. Directeur Jan-Peter Wissink nam de uitgeverij over van UvA Ventures. In 2020 werd ook Walburg Pers ingelijfd.